# Elezioni parlamentari in Grecia del 1985
Le elezioni parlamentari in Grecia del 1985 si tennero il 2 giugno. Esse videro la vittoria del Movimento Socialista Panellenico di Andreas Papandreou, che fu confermato Primo ministro.

## Risultati
| Liste                                        | Voti      | %     | Seggi |
| -------------------------------------------- | --------- | ----- | ----- |
| Movimento Socialista Panellenico             | 2 916 735 | 45,82 | 161   |
| Nuova Democrazia                             | 2 599 681 | 40,84 | 126   |
| Partito Comunista di Grecia                  | 629 525   | 9,89  | 12    |
| Partito Comunista di Grecia dell'Interno     | 117 135   | 1,84  | 1     |
| Unione Politica Nazionale                    | 37 965    | 0,60  | –     |
| Partito dei Liberali                         | 10 551    | 0,17  | –     |
| Partito Socialista Militante di Grecia       | 10 369    | 0,16  | –     |
| Movimento Comunista Rivoluzionario di Grecia | 6 951     | 0,11  | –     |
| Altri <0,10% e candidati individuali         | 36 182    | 0,57  | –     |
| Totale                                       | 6 365 094 | 100   | 300   |